# 諸見里修
諸見里修（もろみざと　しゅう、1994年1月13日 - ）は、日本のピアニスト、ソングライター、編曲家、音楽プロデューサー。沖縄県那覇市出身、昭和音楽大学ジャズコース卒業。

## 概要
幼少期にピアノを習い始め、中学時代にギターや作曲を始める。18歳で上京し、昭和音楽大学ジャズコースに入学。守屋純子、佐山雅弘、新澤健一郎らに師事。ジャズピアノの手ほどきを受ける。在学中、JFC(ジャズコースを有する関東の大学で行われるビッグバンドフェスティバル)で代表メンバーに選抜される。卒業時に優等賞を受賞。
2017年にヤマハの作曲コンテストで審査員特別賞を受賞。
2018年に文化庁主催の文化芸術アソシエイツに参加し、愛媛公演の企画・実施を担当。佐山との共演を果たす。
2020年、川崎フロンターレ新体制発表イベントにてビッグバンドのバンドマスターを務める。10月にユニット"モロミカン"を始動し、服部杏奈をフィーチャーした楽曲をリリース。
ジャズで培った和声感覚を活かし、ビッグバンドから弦楽編曲まで幅広く作編曲を行う。

## 楽曲提供・演奏参加作品
- WOWOWオリジナル番組「INVITATION」テーマ曲
  - INVITATION（作曲・ピアノ）
- 上白石萌音
  - スピン（作曲・編曲・ピアノ）
  - Loop（共作詞・作曲・編曲）
  - 風（作詞・作曲・編曲）
- 虹ヶ咲学園スクールアイドル同好会 桜坂しずく（CV.前田佳織里）
  - Solitude Rain（ピアノ）
- Little Glee Monster
  - Ain't No Mountain High Enough（ピアノ）
- STU48
  - あの日から僕は変わった（ピアノ）
- 鬼頭明里
  - Tiny Light（ピアノ）
- 南 健太郎&東方雅美
  - We are 地味’s（ピアノ）
- 超特急
  - Don't Stop 恋
  - Velvet Venom
- ジャニーズWEST
  - WESTォォォォ!!!～愛のセッション～（ピアノ）
  - パチもん（ピアノ）
- 春奈るな
  - REASON（ピアノ）
- CANDYGIRL
  - Heavymetal （ピアノ）
  - You （ピアノ）
- RAMMELLS
  - my fire （ピアノ）
  - SMOKE （ピアノ）
  - yellow city （ピアノ）
  - Moon （ピアノ）
  - Beat generation （ピアノ）

### タイアップ・CM作品
テレビ
- WOWOW オリジナル番組「INVITATION」テーマ曲

CМ
- フジテレビ オリジナル番宣CM テーマ曲